# Тандзатап (Сюникская область)
Тандзатап — село в Сюникской области Республики Армения, в 36 км к юго-западу от Гориса, в 1,5 км к юго-востоку от села Татев, в ущелье реки Татев, 1360—1380 м над уровнем моря. Расстояние от областного центра Капана составляет около 47 км.
Село было включено под названием Таназатап в Зангезурский уезд Елизаветпольской губернии Российской империи. В советские годы входил в состав Зангезурской области Армянской ССР, а с 1930 года — Горисской области. С 1995 года входит в состав Сюникской области Республики Армения, а с 2015 года — в состав укрупненной общины Татев.

## Население
По результатам переписи населения РА 2011 года постоянное население Тандзатапа составляло 88 человек. Деревня была заселена и по-прежнему заселяется почти исключительно армянами, численность населения менялась с течением времени.
| Год  | Численность | Численность |
| ---- | ----------- | ----------- |
| 1831 | 32          | [ 4 ]       |
| 1873 | 240         | [ 4 ]       |
| 1886 | 312         | [ 4 ]       |
| 1897 | 362         | [ 4 ]       |
| 1922 | 466         | [ 4 ]       |
| 1926 | 262         | [ 4 ]       |
| 1931 | 404         | [ 4 ]       |
| 1939 | 236         | [ 4 ]       |
| 1959 | 209         | [ 4 ]       |
| 1970 | 149         | [ 4 ]       |
| 1979 | 109         | [ 4 ]       |
| 1989 | 76          | [ 4 ]       |
| 2001 | 99          | [ 4 ]       |
| 2011 | 88          | [ 5 ]       |

## Хозяйство
Население занимается скотоводством и земледелием.

## Историко-культурные сооружения
В Тандзатапе находится церковь XVII-XVIII вв. Святой Минас, а в 1,5 км к северу от ущелья находится часовня «Крест Срванц».